# STS-82
STS-82 (Space Transportation System-82) var Discoverys 22. rumfærge-mission.
Opsendt 11. februar 1997 og vendte tilbage den 21. februar 1997.
Missionen var rumfærgernes 2. servicemission til Hubble-rumteleskopet. Hubble var blevet opsendt med STS-31, men teleskopet havde en fejl der blev repareret på STS-61 (1. servicemission).
Efterfølgende service missioner til Hubble: STS-103 (3. servicemission), STS-109 (4. servicemission) og den sidste hubble-mission med rumfærgerne er STS-125 (5. servicemission) planlagt i sommeren 2008.

## Besætning
- Kenneth Bowersox (kaptajn)
- Scott Horowitz (pilot)
- Joseph Tanner (1. missionsspecialist)
- Steven Hawley (2. missionsspecialist)
- Gregory Harbaugh (3. missionsspecialist)
- Mark Lee (4. missionsspecialist og 'Payload Commander')
- Steven Smith (5. missionsspecialist)

## Arbejder på Hubble
- Goddard High Resolution Spectrograph (GHRS) fra 1990 blev afløst af Space Telescope Imaging Spectrograph (STIS). Begge instrumenter er på størrelse med telefonbokse.
- Faint Object Spectrograph (FOS) fra 1990 blev afløst af Near Infrared Camera and Multi-Object Spectrometer (NICMOS). Begge instrumenter er på størrelse med telefonbokse.
- For at Hubble kan pege mod et bestemt mål har den tre Fine Guidance Sensor (FGS) der indeholder spejle, prismer og linser. De er en slags søgekikkerter der angiver retningen med stor præcision. FGS3 blev udskiftet med en ombygget FGS. Efterhånden skal alle tre FGS være ombygget til at jordstationen kan aflæse dem.
- Til opbevaring af data fra instrumenterne indtil de kan transmitteres havde Hubble fra starten af tre Engineering Science Tape Recorders (ESTR) båndstationer. Der er mange bevægelige dele i en båndstation og båndene slides efterhånden. Derfor blev den ene båndstation udskiftet med en Solid State Recorder (SSR) halvlederbaseret hukommelse på 12 gigabyte.
- Hubble har fire svinghjul Reaction Wheel Assemblies (RWA) til at ændre retning i rummet. Normalt anvender rumfartøjer styreraketter til dette, men de ville forurene Hubbles spejle og instrumenter med deres exosgasser. Et af svinghjulene blev udskiftet pga. slitage.
- Hubble-teleskopet omkredser Jorden på 97 minutter og skifter fra at være i den brændende sol til den iskolde jordskygge. For at undgå at teleskopet slår sig ved bratte temperaturændringer er Hubble pakket ind i isolerende tæpper. Disse er med tiden mørnet af ultraviolet stråling og klodsede astronauter. Discoverys astronauter var kreative og lappede tæpperne med faldskærmssnor, teflonomviklet kobbertråd, straps og velcro.
- Hubble-teleskopet kredser rundt i termosfæren og nedbremses ganske langsomt af den ekstremt tynde luft. Discovery steg op til 570 km mens Hubble var koblet til rumfærgen. Da Hubble ikke har nogen raketmotor er denne procedure nødvendig.

- Mark Lee og Steven Smith.
- Joseph Tanner.

Hovedartikler: